# Alejandro Atchugarry
Alejandro Víctor Washington Atchugarry Bonomi (Montevideo, 31 de julio de 1952-Ib., 19 de febrero de 2017) fue un abogado, profesor y político uruguayo, perteneciente al Partido Colorado.

## Carrera política
Graduado como abogado, se desempeñó como docente de Derecho Civil en la Universidad de la República. Militante de la Lista 15 del Partido Colorado, al restaurarse la democracia en 1985 fue designado subsecretario (viceministro) de Transporte y Obras Públicas. En 1989, al renunciar a su cargo el hasta entonces Ministro Jorge Sanguinetti, lo sustituyó en el cargo en los últimos meses del primer mandato presidencial de Julio María Sanguinetti, hasta febrero de 1990.
En las elecciones de noviembre de 1989 fue elegido representante. Tras la ruptura ocurrida dentro de la Lista 15 entre Jorge Batlle y Sanguinetti, quien se alejó del sector y fundó el Foro Batllista, Atchugarry permaneció en el sector quincista, y se convirtió en uno de los dirigentes más importantes del mismo. En 1994 reconquistó su banca en la Cámara Baja. En las elecciones de octubre de 1999 fue elegido senador, encabezando la lista al Senado de la Lista 15, cuyo candidato Jorge Batlle obtuvo la Presidencia de la República tras la segunda vuelta electoral de las noviembre.
En medio de una fuerte crisis económica y social, tras la caída del impopular ministro Alberto Bensión en julio de 2002 se hizo cargo del Ministerio de Economía y Finanzas, con amplísimo respaldo de todos los sectores políticos, que lo apreciaban como un hábil y eficaz articulador de consensos. Simultáneamente, se sustituyó al directorio del Banco Central del Uruguay, ingresando como presidente el economista Julio de Brun. Durante su gestión buscó paliar en cierta medida los efectos de la crisis sobre el sistema financiero y productivo del país. En la subsecretaría fue acompañado por Max Sapolinsky. En agosto de 2003, tras un año de labor, fue sustituido por Isaac Alfie, y retornó a su banca en el Senado.
Debido a la positiva imagen de que gozaba en la opinión pública, era visto como un posible candidato presidencial colorado para las elecciones de 2004, en las cuales dicha colectividad política temía sufrir un gran fracaso a causa de la impopularidad del gobierno de Batlle. Sin embargo, Atchugarry no aceptó postularse a la Presidencia de la República. Tras una serie de desencuentros y diferencias con el todavía presidente Batlle y otros dirigentes de su sector, decidió no postularse como candidato a ningún cargo legislativo, y tras cesar como senador en febrero de 2005, abandonó la actividad política. 
Alejandro Atchugarry siguió siendo una de las figuras más respetadas del Partido Colorado, y apoyó al programa de un laptop por niño (OLPC, Plan Ceibal) que inició el gobierno de Tabaré Vázquez. El candidato Pedro Bordaberry le ofreció acompañarlo en la fórmula presidencial, pero Atchugarry declinó.

### Fallecimiento
Tras sufrir un aneurisma falleció el 19 de febrero de 2017, a los 64 años.
Haciendo caso a las palabras de su padre, su hijo Gastón declinó el ofrecimiento personal del presidente Tabaré Vázquez, y Atchugarry fue enterrado con sencillez, sin honras fúnebres de ministro de Estado.

## Homenajes
- La ruta 104 del departamento de Maldonado fue nombrada en su honor.

### Documental
- Atchugarry adquiere destaque en el documental de 2024 Jorge Batlle: entre el cielo y el infierno, dirigido por Federico Lemos.[5]